# FIFA Puskás Award 2024
Il FIFA Puskás Award 2024 è la sedicesima edizione del premio per il gol ritenuto più bello dell'anno. Gli 11 gol nominati sono stati resi noti il 28 novembre 2024.
È stata la prima edizione in cui il Puskás Award è stato assegnato esclusivamente ad un giocatore di sesso maschile, in quanto da questa edizione dei The Best FIFA Football Awards viene istituito il FIFA Marta Award, ovvero il premio per il gol ritenuto più bello dell'anno segnato da giocatrici di sesso femminile, nominato così in onore della calciatrice brasiliana Marta Vieira da Silva.
Il vincitore, Alejandro Garnacho, è stato annunciato durante la cerimonia dei The Best FIFA Football Awards, che si è tenuta a Doha il 17 dicembre 2024.

## Formula
Sono in gara tutti i gol segnati dal 21 agosto 2023 al 10 agosto 2024. La FIFA ha confermato la formula utilizzata nelle ultime edizioni per l'assegnazione del premio: potranno votare online i tifosi da tutto il mondo, registrati sul sito ufficiale della FIFA; in più ci sarà una giuria di Leggende della FIFA. Entrambe le giurie avranno lo stesso peso, indipendentemente dai numeri di voti dei tifosi. Sia i "Tifosi" che le "Leggende" potranno votare selezionando tre degli undici gol, attribuendo un punteggio per ogni selezione: 5 punti per il primo selezionato, 3 per il secondo ed 1 per il terzo. Alla fine della fase di votazione verranno generate due classifiche: una dei tifosi e una delle leggende. Si procede così ad attribuire un punteggio ad ogni gol in base alla posizione in ognuna delle due classifiche: al primo classificato della votazione dei Tifosi verranno assegnati 13 punti, 11 per il secondo, 9 per il terzo, 8 per il quarto e così via. Verrà fatto lo stesso con la classifica generata dalle "Leggende". Vengono poi sommati i punteggi ottenuti da ogni singolo gol in entrambe le classifiche, stilando quindi la classifica finale. Le votazioni si sono tenute dal 28 novembre al 10 dicembre 2024.

## Risultati
Il 29 novembre 2024 sono stati resi noti i candidati al premio. Il 17 dicembre successivo è stato reso noto il vincitore e la classifica finale.
Nota bene: il risultato indicato tiene conto del punteggio al momento della realizzazione del gol.
| Pos. | Giocatore          | Squadra              | Avversario     | Risultato | Competizione                           | Punti |
| ---- | ------------------ | -------------------- | -------------- | --------- | -------------------------------------- | ----- |
| 1    | Alejandro Garnacho | Manchester Utd       | Everton        | 1-0       | Premier League 2023-2024               | 26    |
| 2    | Yassine Benzia     | Algeria              | Sudafrica      | 3-3       | FIFA Series 2024                       | 22    |
| 3    | Denis Omedi        | Kitara Football Club | KCCA           | 1-1       | Uganda Super8 2024                     | 16    |
| 4    | Mohammed Kudus     | West Ham Utd         | Friburgo       | 1-0       | UEFA Europa League 2023-2024           | 13    |
| 5    | Walter Bou         | Lanús                | Tigre          | 3-2       | Primera División argentina 2024        | 13    |
| 6    | Federico Dimarco   | Inter                | Frosinone      | 1-0       | Serie A 2023-2024                      | 12    |
| 7    | Jaden Philogene    | Hull City            | Rotherham Utd  | 1-1       | Football League Championship 2023-2024 | 12    |
| 8    | Terry Antonis      | Melbourne City       | Western Sydney | 7-0       | A-League Men 2023-2024                 | 8     |
| 9    | Michaell Chirinos  | Honduras             | Costa Rica     | 1-0       | CONCACAF Nations League 2023-2024      | 7     |
| 10   | Hassan Al-Haidos   | Qatar                | Cina           | 1-0       | Coppa d'Asia 2023                      | 7     |
| 11   | Paul Onuachu       | Trabzonspor          | Konyaspor      | 2-1       | Süper Lig 2023-2024                    | 4     |